# 马陵山镇
马陵山镇，是中华人民共和国江苏省徐州市新沂市下辖的一个乡镇级行政单位。

## 行政区划
马陵山镇下辖以下地区：
太平村、王庄村、新宅村、钟吾村、冲口村、湖东村、广玉村、高园村、尚河村、陈楼村、宋山村、小蒋村、小周村、玄庙村、三合村、黄甲村和陵东村。